# Aja Kong
Erika Shishido (宍戸 江利花?, Shishido Erika; Tokyo, 25 settembre 1970) è una wrestler giapponese, meglio nota con il ring-name Aja Kong  (アジャ・コング?, Aja Kongu).
Fondatrice della Arsion, promozione tutta al femminile attiva fra il 1997 e il 2003, è nota per il suo passato nella All Japan Women's Pro-Wrestling durante gli anni novanta.

## Biografia
È nata a Tokyo da padre afroamericano a madre giapponese.

## Carriera

### All Japan Women's Pro-Wrestling
Compì il suo debutto per la All Japan Women's Pro-Wrestling (AJW) nell'estate del 1986, dopo aver a lungo militato nel vivaio della stessa, in un match contro Toyoda Noriyo. Si unì quindi alla stable heel Gokuaku Domei ("Alleanza atroce"), fondata da Dump Matsumoto, assieme alla collega e partner di tag team Nobuko Kimura. Con lo scioglimento della fazione nel 1988 a seguito del ritiro di Matsumoto, la Shishido e la Kimura presero strade separate, per poi tornare insieme nel 1990 con il nome di Jungle Jack. Ora chiamate rispettivamente Aja Kong e Bison Kimura, le due intrapresero una lunga faida con l'ex amica Bull Nakano e la sua stable heel Gokumon-to. Durante il proprio sodalizio con la Kimura, Aja Kong conquistò i titoli di coppia WWWA in due occasioni. L'11 gennaio 1991, dopo la loro sconfitta in un hair vs. hair match, le due furono costrette a rasarsi a zero come stipulazione.
Nei primi anni novanta tentò in più occasioni di fregiarsi del WWWA World Single Championship detenuto da Bull Nakano. Dopo numerosi tentativi falliti, riuscì a sconfiggere la rivale il 15 novembre 1992, ponendo fine al suo regno di tre anni.

### World Wrestling Federation
Tra il 1995 e il 1996 militò anche nella federazione statunitense World Wrestling Federation (WWF). Compì il suo debutto in occasione di Survivor Series 1995 in un match ad eliminazione a otto donne, schienando da sola tutte e quattro le componenti della squadra rivale (tra cui figurava l'allora campionessa WWF Alundra Blayze). Apparve inoltre vittoriosa in due puntate di Monday Night Raw: presentatasi al pubblico statunitense come wrestler dall'immane potenza, durante uno dei suoi match ruppe il setto nasale alla connazionale Chaparita Asari.
Iniziò quindi ad essere promossa come sfidante al titolo femminile di Alundra Blayze. Il match tra le due fu programmato per il pay-per-view Royal Rumble 1996 ma non ebbe mai luogo per via del licenziamento improvviso della wrestler nipponica.

### Arsion
Nel 1997 Aja Kong lasciò la AJW per fondare la promozione indipendente Hyper Visual Fighting ARSION (nota semplicemente come ARSION). Vi rimase in carica sino al 12 febbraio 2001, quando lasciò il ring nel mezzo di un tag team match e annunciò le proprie dimissioni.

### Freelancerin Giappone
Il 30 aprile 2004, all'evento Limit Break della Gaea Japan, affrontò la debuttante Amazing Kong. Quella stessa sera le due diedero vita a un tag team chiamato W Kong e il 5 maggio seguente detronizzarono Chigusa Nagayo e Lioness Asuka per i titoli di coppia AAAW. Furono in grado di difendere le cinture durante tutto il corso dell'estate, prima di essere sconfitte da Manami Toyota e Carlos Amano il 20 settembre seguente. Come tag team seppero conquistare cinture di coppia anche in altre promozioni quali AJW e Ladies Legend Pro-Wrestling. Il 6 giugno 2006, lottando con i nomi di Erika e Margaret, sconfissero Wataru Sakata e Ryoji Sai per il Hustle Super Tag Team Championship, prima di perdere i titoli per mano di Bubba Ray e Devon in un match a tre coppie che includeva anche Sodom e Gamora. La W Kong si riformò il 26 agosto 2015 dopo una pausa di nove anni.
Durante il periodo da freelancer in Giappone la Kong militò anche nella Oz Academy, una promozione di Mayumi Ozaki, dove fu membro della stable Jungle Jack 21 stable e vinse anche il titolo di punta della compagnia.

### Freelancernegli Stati Uniti
Il 2 dicembre 2011 prese parte all'evento JoshiMania della promozione statunitense Chikara, venendo sconfitta da Sara Del Rey. Il giorno seguente si impose invece su Ayako Hamada nel main event della serata. Nella terza e ultima giornata del tour fece squadra con Mio Shirai e Tsubasa Kuragaki in un six-woman tag team match che le vide vittoriose su Hanako Nakamori, Manami Toyota e Sawako Shimono.
Fece il suo ritorno negli Stati Uniti l'11 aprile 2015 per la Shimmer Women Athletes, quando venne invitata come ospite speciale in occasione della cerimonia di ritiro di Tomoka Nakagawa.
L'11 novembre 2017 tornò nuovamente nella Shimmer per unirsi alla stable heel Trifecta con Mercedes Martinez e Nicole Savoy, in sostituzione di Shayna Baszler (appena assunta dalla WWE). La giapponese apparve anche in diversi match nei giorni a venire.

## Personaggio

### Mosse finali
- Brainbuster[1]
- Diving back elbow drop
- Uraken (Backfist)[1]

### Soprannomi
- "The daughter of King Kong"[6]

### Musiche d'ingresso
- "The Hellion" / "Electric Eye" dei Judas Priest[1][17]

## Titoli e riconoscimenti
- All Japan Women's Pro-Wrestling
  - AJW Championship (1)[18]
  - AJW Tag Team Championship (1) – con Naboko Kimura[19]
  - All Pacific Championship (1)[20]
  - WWWA World Single Championship (2)[21]
  - WWWA World Tag Team Championship (4) – con Grizzly Iwamoto (1), Bison Kimura (2) e Amazing Kong (1)[22]
  - Japan Grand Prix (1992, 1996)
  - Tag League the Best (1992) – con Kyoko Inoue
  - AJW Hall of Fame (1998)[23]
- Arsion
  - Queen of Arsion Championship (1)[24]
  - Twin Star of Arsion Championship (1) – con Mariko Yoshida[25]
- Dramatic Dream Team
  - KO-D 6-Man Tag Team Championship (1) – con Danshoku Dino e Makoto Oishi[26]
  - Ironman Heavymetalweight Championship (3)[27]
- GAEA Japan
  - AAAW Single Championship (3)[28]
  - AAAW Tag Team Championship (3) – con Mayumi Ozaki (1), Devil Masami (1) e Amazing Kong (1)[29]
- HUSTLE
  - HUSTLE Super Tag Team Championship (1) - con Margaret[30]
- JWP Joshi Puroresu
  - JWP Tag Team Championship (1) - con Sachie Abe[31]
- Ladies Legend Pro-Wrestling
  - LLPW Tag Team Championship (1) - con Amazing Kong
- OZ Academy
  - OZ Academy Openweight Championship (3)[32]
  - OZ Academy Tag Team Championship (4) - con Hiroyo Matsumoto (1), Kaoru Ito (1), Sonoko Kato (1) e Hikaru Shida (1)[33]
  - Best Bout Award (2011) contro Mayumi Ozaki il 10 aprile[34]
  - Best Singles Match Award (2012) contro Ran Yu-Yu il 14 ottobre[35]
  - Best Tag Team Match Award (2012) con Sonoko Kato contro Akino e Ayumi Kurihara il 19 agosto[35]
  - MVP Award (2010)[36]
- Sendai Girls' Pro Wrestling
  - Sendai Girls World Championship (1 time)[37]
- Wrestling Observer Newsletter awards
  - 5 Star Match (1993) con Sakie Hasegawa, Kyoko Inoue e Takako Inoue contro Dynamite Kansai, Cutie Suzuki, Mayumi Ozaki e Hikari Fukuoka il 31 luglio
  - 5 Star Match (1994) contro Manami Toyota il 20 novembre
  - 5 Star Match (1995) contro Manami Toyota il 27 giugno
  - Wrestling Observer Newsletter Hall of Fame (Class of 2006)